# Стеженское сельское поселение
Сте́женское се́льское поселе́ние — муниципальное образование (сельское поселение) в составе Алексеевского района Волгоградской области.
Административный центр — хутор Стеженский.
Глава Алексеевского сельского поселения — Бондаренко Валерий Егорович.

## География
Поселение расположено на северо-западе Алексеевского района.
Граничит:
- на северо-западе — с Самолшинским сельским поселениеи
- на северо-востоке — с Поклоновским сельским поселением
- на востоке — с Яминским и Алексеевским сельскими поселениями
- на юго-востоке — с Усть-Бузулукским сельским поселением
- на юге — с Реченским сельским поселением
- на западе — с Нехаевским районом

По территории поселения протекают реки Хопёр и Бузулук.

## Население
| 2010 | 2012 | 2013 | 2014 | 2015 | 2016 | 2017 |
| ---- | ---- | ---- | ---- | ---- | ---- | ---- |
| 789  | ↘785 | ↘769 | ↘750 | ↘731 | ↘709 | ↘706 |
| 2018 | 2019 | 2020 | 2021 |      |      |      |
| ↘701 | ↘685 | ↘675 | ↗694 |      |      |      |

## Административное деление
Код ОКАТО — 18 202 836 000
Код ОКТМО — 18 602 436
На территории поселения находятся 4 хутора.
| Название    | ОКАТО          | Тип населённого пункта        | Население |
| ----------- | -------------- | ----------------------------- | --------- |
| Стеженский  | 18 202 840 001 | хутор, административный центр | 370       |
| Липинский   | 18 202 840 002 | хутор                         | ↘0        |
| Подпесочный | 18 202 840 003 | хутор                         | 53        |
| Поляновский | 18 202 840 004 | хутор                         | 124       |
| Помалинский | 18 202 840 005 | хутор                         | 196       |
| Угольский   | 18 202 840 006 | хутор                         | ↗87       |
| Шубинский   | 18 202 840 007 | хутор                         | 0         |

## Власть
В соответствии с Законом Волгоградской области от 18 ноября 2005 года № 1120-ОД «Об установлении наименований органов местного самоуправления в Волгоградской области», в Стеженском сельском поселении установлена следующая система и наименования органов местного самоуправления:
- Дума Стеженского сельского поселения (11 октября 2009 года избран второй созыв)
численность (первого созыва) — 8 депутатов[17]
избирательная система — мажоритарная, один многомандатный избирательный округ.
- глава Стеженского сельского поселения — Моисеенко Галина Федоровна (избран 11 октября 2009 года)[4]
- администрация Стеженского сельского поселения